# 村田渚
村田 渚（むらた なぎさ、男性、1971年〈昭和46年〉7月29日 - 2006年〈平成18年〉11月11日）は、日本のお笑い芸人。血液型O型。身長169cm。体重63kg。大阪府生まれ、三重県鈴鹿郡関町育ち、三重県立上野高等学校卒業。ソニー・ミュージックアーティスツ所属。
かつてはホリプロに所属し、お笑いコンビ「フォークダンスDE成子坂」としてデビュー間もない頃から注目される。解散後はピン芸人として地道な活動を続け、新コンビ「鼻エンジン」を結成した翌年の2006年11月に急逝した。
お笑いを追求する姿勢や才能は同業者から高い評価を得ていた。

## 経歴
高校2年生の時に、中学校の同級生である桶田敬太郎を誘い、コンビを結成する。二人で話し合いながら短時間でネタを作るという形で、三重のホリプロにネタ見せを行っていた。高校卒業後は、新幹線で東京まで毎月お笑いライブに通い、ホリプロお笑い班の研究生としてホリプロに入る。当初はコントと漫才をやっており、漫才をする時は「前三ツ」（まえみつ）というコンビ名を使っていた。
1991年、「フォークダンスDE成子坂」のツッコミ担当としてデビュー。テレビ朝日系『GAHAHAキング 爆笑王決定戦』で第2代チャンピオンになり、当時若手としては珍しいほどのスピードで、全国区に名前を売る。その後、フジテレビ系のバラエティ番組『タモリのボキャブラ天国』に出演し、爆笑問題や海砂利水魚（現：くりぃむしちゅー）、ネプチューンらと共に人気を博した。
1999年、「フォークダンスDE成子坂」解散後、ホリプロを離れ、2000年から元ピテカンバブーのコトブキツカサと路上トークライブを行なうなどフリーのピン芸人として活動を開始。
しばらくフリーで活動した後、2002年から約1年ほどオフィス★怪人社と業務提携をしていた。その後、ホリプロ系列会社であるホリプロコムに戻るも、2005年3月31日付で再び契約解消となる。
同年5月、元坂道コロンブスの松丘慎吾と新コンビ「鼻エンジン」を結成し、ソニー・ミュージックアーティスツに所属。結成から程なくしてM-1グランプリ2005に出場し準決勝まで勝ち残った。翌年のM-1グランプリ2006でも3回戦まで勝ち進んだ。

### 突然の死
2006年11月12日、東京都品川区の自宅マンションで倒れていた所をコトブキツカサによって発見される。発見時、既に息を引き取っていた。所属事務所によると、数日前より松丘など周囲に頭痛などの体調不良を訴えていた。検死により11日未明にクモ膜下出血のため急死していた事が判明。35歳没。戒名は「微笑一道居士」。当時の相方の松丘や元相方の桶田をはじめとした、多くのお笑い芸人や放送作家がその死を惜しみ、関係者らによる追悼記事が次々と寄せられた。
最後の出演は2006年12月15日（16日午前0時より）の『爆笑オンエアバトル』。番組の最初と最後のテロップで「鼻エンジンの村田渚さんは11月11日に亡くなられました ご冥福をお祈りします」と表示された。収録時は出場10組のうち7位とオンエアを勝ち取ることは出来ず、遺族との相談の結果、本来のルール通り放送には至らなかった。爆笑オンエアバトルの公式サイトにも訃報が表示された。
2007年4月3日、『とくダネ!』の「温故知人」のコーナーで取り上げられ、母親や三村マサカズ（さまぁ〜ず）らのインタビューで構成された内容が放送された。
2018年6月20日には、同じくボキャブラ出身のネプチューン司会の日本テレビで放送された特番『ザ・発言X あの言葉で人生が劇的に動いた!!』にて、生前親交のあった渡辺徹・榊原郁恵夫妻の息子の渡辺裕太が渚役を演じた再現ドラマが放送された。くりぃむしちゅーや三村、土田晃之（元U-turn）、古坂大魔王（元底ぬけAIR-LINE）、小峠英二（バイきんぐ）、コトブキらのインタビューによって構成されているほか、スタジオに当時ボキャ天の司会を務めていたヒロミ、VTRにBOOMER、ナレーターとして石井正則（元アリtoキリギリス）など所縁のある人物が出演した。
2007年に東京メトロ有楽町線千川駅近くにソニー・ミュージックアーティスツのお笑い部門常打ちライブハウスとしてオープンした『Beach V』は、「村田の遺志を継いでいこう」というコンセプトの元、村田の村=VILLAGEからV、渚=Beachと村田の名前を由来としている。

## 人物・エピソード
- 歌手の平井堅[注 1]、作家の伊藤たかみらとは高校の同級生。また、松本キック（松本ハウス）は高校の3学年先輩。しかし芸歴は村田の方が先輩である。
- 「いつかは自分の番組の司会をやりたい」と考える芸人が多いとされる中で「いつまでも漫才（コント）をやっていたい」と考えていた。
- テレビ番組「とぶくすり」の開始前にMCを依頼されていたが、相方の桶田には声が掛からず村田のみの出演オファーであった事からその誘いを断っている[5]。
- 笑いを追求することで知られ、突っ込みの間の入れ方は、芸人仲間の間で「天才」と称されたほどである。かつての相方の桶田を太田光（爆笑問題）は「あいつは天才過ぎて売れなかった」と評しているが、村田に対しても「渚のツッコミは本当に上手かった」と語っている。
- 直属の先輩であった三村マサカズ（さまぁ〜ず）は、「後輩であり、ライバル」「俺はいつもお前にダメ出しされて、俺もお前にダメ出しする。弟かな」と村田の没後に振り返っている[6][7]。
- テレビ番組「ザ・発言X あの言葉で人生が劇的に動いた!!」にくりぃむしちゅーが出演した際、上田晋也は「僕ら世代のトップランナーだったし、センセーショナルだった」と語り、有田哲平は「笑いに飢えているっていうか。24時間笑いのことを考えてないといけないんだなって、すごく学ばせてもらった」と、それぞれ振り返っている[8]。
- フォークダンスDE成子坂を解散しピンで活動していた頃、ほぼ同時期にコンビを解消していた後藤秀樹（元シェイクダウン）にコンビ結成を持ち掛けられ、2001年6月にbaseよしもとを舞台に漫才をした事がある。しかし、村田は吉本入りに抵抗があった事から、正式なコンビ結成には至らなかった[9][10]。
- ピン芸人時代、島根さだよし（元ツインカム）とシアターD主催の若手ライブ「なりあがり」のMCを担当していた。その際に村田は一度だけ島根に正式なコンビ結成の話を持ち掛けたが、その当時新しく役者事務所への所属が決まってしまっていた島根は身動きが取れず、結成は実現しなかった[11]。
- 小峠英二（バイきんぐ）は、晩年の村田と接する機会が多かった。村田の逝去後、自身のブログで「初めて事務所のネタ見せで（鼻エンジンを）見た時、衝撃を受けた。あの人に面白いと認められたかった。俺はあの人に夢中やった」と語っている[12]。
- 瀧上伸一郎（流れ星）は、自身がホリプロに在籍していた頃からフォークダンスDE成子坂の二人を慕っており、村田の事を「ツッコミの師匠であり、お笑いの鬼だった」とブログにて振り返っている[13]。
- 鼻エンジンとしてSMA NEET Projectに在籍していた頃、同じく在籍していた酒井健太（アルコ&ピース）が当時組んでいたトリオ「ホトトギス」のネタを見て、その場に居合わせていた平子祐希（アルコ&ピース）に「天才やん、こいつ」と話しかけた事がある[14]。また、元相方の桶田敬太郎も生前自身のツイッターアカウントにて「アルコ＆ピース、良い『間』を持ってるね（二人とも）」と評した事がある[15]。
- 晩年は弁当配達のアルバイトをしていた。
- ピン芸人時代、バイク事故で足を粉砕骨折し入院していた事がある[16]。
- 中島忠幸（カンニング）は、村田と同じく満35歳で亡くなっている[注 2]。
- 麻雀好きで知られ、村上淳は生前の村田とかつて親交があった事を明かしている[17]。

## 出演番組

### テレビ
- 爆笑オンエアバトル（NHK）戦績4勝6敗 最高477KB
  - 「フォークダンスDE成子坂」と「鼻エンジン」としてもオンエアを経験している。3つのユニットで出演し3つ共オンエアを飾っているのは村田が唯一である。
  - 100KB台から400KB台まで全て経験しているが、オーバー500とトップ通過は経験できなかった。コンビ時代は両方とも全ての出演がオフエア含めて400KB台である。
- 笑いの金メダルjr. くりぃむ杯（テレビ朝日系）
- さまぁ〜ずと優香の怪しい××貸しちゃうのかよ!!（テレビ朝日系）
- U-CDTV（TBS系）
- 笑林寺2（TBS系）
- さまぁ〜ずげりらっパ（メ〜テレ）
- タモリ倶楽部（テレビ朝日系、2003年2月28日）
  - 「俺はあいつと同級生!芸能界同級生ギャップグランプリ!!」に出演。
- イエヤス（CBCテレビ）
- ゼベック・オンライン (TOKYO MX、2004年11月29日)

### ラジオ
- 木曜Junk さまぁ〜ずの逆にアレだろ（TBSラジオ、2002年12月26日）
- 赤坂お笑いD・O・J・O（TBSラジオ）
- BERRY-BOP HIGHSCHOOL（RADIO BERRY）
  - コンビで出演していた生放送の番組で、2006年11月10日が最後の番組出演となった。

### VHS／DVD
「フォークダンスDE成子坂」時代
- フォークダンスDE成子坂LIVE　「自縛」全6巻（1 - 5巻と蔵出し）
- ボキャブラ天国　公式ビデオ　Vol.1〜3
- ホリプロお笑いライブ芸腕グランプリ1・2
- ギャグ・ウォーズ2

ピン芸人時代
ホリプロお笑い紅白ネタ合戦
「鼻エンジン」時代
- M-1グランプリ 2005 完全版 〜本命なきクリスマス決戦!“新時代の幕開け”〜
- 群雄割拠！SMAお笑いカーニバル